# Tọa Tri Vương
Tọa Tri Vương (mất 421, trị vì 407–421) là vị vua thứ sáu của Kim Quan Già Da, một thành bang của liên minh Già Da tại Triều Tiên cổ đại. Ông là con của Y Thi Phẩm Vương và phu nhân Trinh Tín (Jeongsin). Ông kết hôn với phu nhân Boksu, cháu gái của tướng cấp cao (daeagan) Donyeong. Bà lã mẫu thân của Xuy Hi Vương.
Tam quốc di sự chép rằng ông đã bổ nhiệm người thân của một người thiếp lên vị trí cao, và điều này đã gây ra các khó khăn chính trị. Hơn nữa, Tân La đã tận dụng được điểm yếu của thành bang và xâm lược. Sau khi cận thần Pak Won-to phản đối ông, nhà vua đã đến chỗ một thầy bói, người đã đọc cho ông nghe Kinh dịch với ý ông nên giải quyết gốc rễ của vấn đề. Sau đó, ông đã đưa người thiếp đi sống lưu vong và lập lại thứ bậc của triều đình.